# Paulinho (futebolista, 2000)
Paulo Henrique Sampaio Filho (Rio de Janeiro, 15 de julho de 2000), mais conhecido como Paulinho, é um futebolista brasileiro que atua como atacante. Atualmente, joga pelo Palmeiras.

## Carreira

### Vasco da Gama
Nas categorias de base do Vasco da Gama desde 2010, Paulinho assinou seu primeiro contrato como profissional com o clube carioca no dia 20 de dezembro de 2016, acertando um vínculo com duração de três anos, até dezembro de 2019.

#### 2017

Paulinho, pelo Vasco, em 2017

Paulinho foi promovido para a equipe principal do clube sob a direção de Milton Mendes em 19 de junho de 2017, aos 16 anos.
Em 13 de julho de 2017, aos 16 anos (dois dias antes do seu aniversário de 17 anos), estreou profissionalmente ao entrar aos 47 minutos do segundo tempo na goleada por 4–1 sobre o Vitória, no Barradão. Minutos depois de entrar na partida, Paulinho deu uma bela assistência para o gol de Guilherme Costa, que deu números finais a partida válida pelo Brasileirão. Onze dias depois, o atacante disputou sua primeira partida como titular e marcou duas vezes na vitória por 2–1 sobre o Atlético Mineiro, na Arena Independência, tornando-se o mais jovem jogador a marcar um gol na história do Campeonato Brasileiro, aos 17 anos e nove dias.
No dia 3 de dezembro de 2017, em um jogo válido pela última rodada do Campeonato Brasileiro, diante da Ponte Preta em São Januário, Paulinho foi fundamental para a vitória cruzmaltina por 2–1, marcando o primeiro gol do Vasco e dando a assistência para o segundo gol, marcado por Mateus Vital. A vitória do Cruzmaltino classificou o clube para a Copa Libertadores da América do ano seguinte, a qual o Vasco não disputava desde 2012.
Após o Campeonato Brasileiro, foi eleito pelo Esporte Interativo a revelação da competição, superando o rubro-negro Vinícius Júnior e o gremista Arthur.

#### 2018
Em sua estreia na primeira Copa Libertadores da América disputada pelo atacante, diante da Universidad Concepción no Municipal de Concepción, Paulinho deu uma assistência de calcanhar para o primeiro gol de Evander, ajudando a abrir a goleada por 4–0 sobre a equipe chilena. No jogo de volta em São Januário, o atacante marcou o primeiro gol do jogo (se tornando o jogador mais jovem a marcar um gol pelo clube em uma Libertadores) e deu a assistência para o segundo gol, marcado por Yago Pikachu, sendo decisivo na vitória por 2–0 que sacramentou a classificação da equipe para a próxima fase. No jogo seguinte pela competição continental, o jogador marcou novamente, sendo o segundo gol da goleada por 4–0 sobre o Jorge Wilstermann, novamente em São Januário.
Paulinho disputou sua última partida pelo Vasco na fase de grupos da Libertadores, contra o Cruzeiro. O jogador foi substituído após sofrer uma fratura no cotovelo. Foi eleito o craque e revelação do Campeonato Carioca de 2018.
Sobre a lesão no cotovelo, que viria pouco antes dele ser vendido ao Bayer Leverkusen, o jogador comentou enquanto atuava pelo clube alemão:
| “ | Perdi força, perdi em todos os aspectos que um jogador de futebol precisa. Então, eu procurei me esforçar bastante nesses meses pra poder chegar aqui e não sofrer tanto. Eu não sofri tanto, mas sei que eles estavam na minha frente, ainda mais com a questão da pré-temporada. Você sofre um pouquinho na pré-temporada pra pegar o ritmo e ainda não peguei total meu ritmo de jogo de quando eu 'tava' no Vasco. | ” |

### Bayer Leverkusen

#### 2018–19
Em 25 de abril de 2018, foi confirmada a venda de Paulinho para o Bayer Leverkusen, por 20 milhões de euros (cerca de R$ 85 milhões). O jogador só se transferiu para a equipe alemã em julho, quando completou 18 anos. Na equipe, o jogador recebeu a camisa 7.
Sua estreia aconteceu no dia 18 de agosto de 2018, pela Copa da Alemanha, e Paulinho jogou por 19 minutos na vitória por 1–0 contra o modesto Pforzheim. O jogador fez seu segundo e último jogo na competição na eliminação diante do Heidenheim, nas oitavas de final.
A passagem do jogador pela Bundesliga de 2018–19 foi muito tímida. O jogador fizera 15 jogos, mas só atuou por 45 minutos uma vez, contra o Werder Bremen na 26ª rodada. Ele terminou aquela temporada sem participar de gols no campeonato alemão.
Seu primeiro gol pela equipe aconteceu pela Liga Europa da UEFA, quando marcou o penúltimo na goleada do Leverkusen diante do AEK Larnaca, pela última rodada da fase de grupos da competição. Após isso, o jogador não participou mais de nenhum jogo e o clube alemão ficou de fora da competição após ser eliminado pelo Futbolniy Klub Krasnodar na fase de 16-avos de final.
Analisando sua primeira temporada, o jogador comentou com o portal ge sobre suas ambições na equipe:
| “ | Eu quero estar jogando, eu quero sempre estar jogando, não quero estar encostado porque eu sei o quanto isso dificulta pra um jogador e o jogador que quer alcançar o alto nível tem que estar jogando e eu busco isso sempre, sempre busquei isso e vou continuar buscando. | ” |

#### 2019–20
O jogador voltou a atuar pela Bundesliga somente na 5ª rodada, quando atuou por menos de 10 minutos na vitória do Bayer diante o União Berlim, mas só veio a marcar participar diretamente de um resultado na 11ª rodada. Ainda que tenha entrado nos acréscimos da partida, o brasileiro aplicou um gol diante do Wolfsburg.
O jogador voltaria a enfrentar poucos minutos em campo por várias rodadas até se destacar novamente. Na 25ª rodada, o brasileiro mostrou seu talento participando de dois gols e dando uma assistência na goleada do Bayer diante o Eintracht Frankfurt por 4–0. A sua participação nessa partida fez com que ele aparecesse em campo mais vezes, ainda que não fosse titular em nenhum momento daquela Liga Alemã. Sua última participação em gols foi na derrota diante do Bayern de Munique por 4–2.
Na Copa da Alemanha de Futebol de 2019–20, Paulinho fizera apenas 2 jogos (incluindo 90 minutos na semifinal) na campanha que seu clube chegou à decisão. Contudo, não jogou o último jogo por estar lesionado e sua equipe foi vice-campeã após goleada do Bayern por 4-2.
Na Liga dos Campeões da UEFA de 2019–20, o brasileiro fizera apenas 2 jogos. Sua equipe se saiu mal na competição e só ficaram em 3º lugar em seu grupo, ganhando assim vaga à Liga Europa.
Na Liga Europa da UEFA de 2019–20, Paulinho estreou no primeiro jogo contra o Porto, mas só fez o segundo, e último, jogo na partida de ida diante do Rangers. O jogador não pôde estar nos demais jogos do time alemão porque lesionou-se nos treinos da equipe e ficou de fora o resto da temporada.

#### 2020–21
Sua lesão no joelho o tirou de praticamente toda temporada pela equipe alemã. Paulinho fez apenas um jogo: contra o Borussia Dortmund na 36ª rodada daquela edição de Bundesliga.
Recuperado da lesão, o brasileiro comentou:
| “ | A gente pensa que tudo vai desabar, parece que tudo vai acabar. Tinha voltado do Pré-Olímpico, estava me sentindo bem e, antes da final da Copa (da Alemanha), aconteceu essa lesão e foi um baque. Minha família tem uma importância muito grande, principalmente nesses momentos de dificuldade. Foi muito importante para mim (tê-los), ainda mais em outro país. Foi importante e me ajudou bastante durante a recuperação até para eu ficar mais forte mentalmente. Sou grato a eles por tudo que fazem comigo. | ” |

#### 2021–22
Podendo fazer mais jogos na temporada, Paulinho passou a ser mais utilizado na Bundesliga de 2021–22. O jogador passou quatro jogos sendo utilizado. Nesse tempo, ele deu uma assistência para Florian Wirtz abrir o placar na derrota diante o Borussia Dortmund por 4–3 na 4ª rodada.
Na temporada, Paulinho só voltou a participar de um gol na 26ª rodada, na primeira rodada que conseguiu jogar por 90 minutos, quando serviu Lucas Alario para abrir o placar diante o Arminia Bielefeld na vitória de seu time por 3–0. Paulinho também mostrou todo seu talento na 27ª rodada, quando fez todos os gols da partida contra o Wolfsburg. O brasileiro entrou nos últimos 10 minutos de jogo e marcou dois gols, garantindo os três pontos com a vitória de 2–0.
Nas rodadas 31 e 32, o brasileiro marcou um gol em cada jogo, sendo essa sua maior sequência de gols desde que estreou pelo time da Alemanha.
Na Copa da Alemanha, Paulinho estreou na competição no dia que seu time foi eliminado diante o Karlsruher SC por 2–1.
Disputando a Liga Europa da UEFA de 2021–22, Paulinho estreou na segunda rodada da fase de grupos contra o Celtic Football Club dando sua única assistência, e participação em gol, naquela edição de competição continental. O clube venceu o jogo por 4–0. O Bayer teve de amargar uma eliminação para a Atalanta nas oitavas de final.

#### 2022–23
Em sua última temporada na Europa, o brasileiro sentiu-se prejudicado pela "má gestão" da equipe e queria ser negociado. O Bayer não estava disposto a vender o jogador, ainda que propostas de equipes europeias tenham chegado, mas o desejo do brasileiro era o oposto.
O jogador fizera apenas quatro partidas na Bundesliga, sendo a primeira na 3ª rodada e as últimas três durante as rodadas 9, 10 e 11. Ainda que tivesse marcado um gol nesses jogos, o brasileiro não entrou mais em campo pelo Leverkusen após a 11ª jornada da Bundesliga.
Pela Copa da Alemanha, Paulinho participou de apenas um jogo, na derrota diante do Elversberg Saar por 4–3.
Disputando a Liga dos Campeões, Paulinho atuou em dois jogos. O primeiro na derrota contra o Porto por 3-0, e o segundo no empate contra o Atlético de Madrid em 2–2. As duas partidas foram válidas pela fase de grupos e marcaram o adeus do jogador àquela competição.
Decidido a sair do time alemão, Paulinho dizia abertamente que não havia renovação com o Bayer ainda no ano de 2022:
| “ | A realidade é que fiz um contrato de cinco anos, estou finalizando o quarto. A princípio não tem renovação, mas temos que analisar as questões mais burocráticas. Já me perguntaram muitas vezes, estou aberto ao que for o melhor para mim. Tenho muito a crescer, a evoluir, futebol brasileiro e europeu são mercados muitos bons. | ” |

O jogador ficou de fora dos jogos amistosos do Bayer pelos Estados Unidos durante o período da Copa do Mundo FIFA de 2022, e folgou no Brasil. Tal fato instigou as equipes brasileiras a buscarem o atacante.
Paulinho deixou o Bayer Leverkusen com 79 jogos, nove gols marcados e cinco assistências distribuídas.

### Atlético Mineiro

#### 2023
Após quase um ano de negociação, de acordo com Rodrigo Caetano, diretor de futebol do clube mineiro, à Rádio Itatiaia, no dia 1 de dezembro de 2022, o Twitter oficial do Galo anunciou a chegada de Paulinho por empréstimo até junho de 2023, ou seja, até que seu contrato com o clube alemão chegasse ao fim. Em julho daquele mesmo ano, o jogador assinou um contrato em definitivo com a equipe mineira.
Paulinho fez sua estreia com a camisa do Galo em 21 de janeiro de 2023, onde o Atlético Mineiro venceu a Caldense por 2 a 1 com dois gols de Hulk, na primeira rodada do Campeonato Mineiro. Já o primeiro gol de Paulinho pelo Atlético saiu aos 6 minutos do segundo tempo. Ele concluiu jogada que passou por Eduardo Vargas e Hulk, no jogo diante do Tombense, o Galo venceu por 2–1, no Soares de Azevedo, em Muriaé.
Paulinho terminou a campanha como campeão mineiro. Ele marcou um gol no primeiro jogo da final diante o América Mineiro e terminou a competição com três gols em 11 partidas (ficou de fora de apenas um jogo).
Pela Copa do Brasil de Futebol de 2023, Paulinho marcou apenas duas vezes, na mesma partida, contra o Corinthians, nos jogos de ida das oitavas de final. No entanto, a equipe não conseguiu segurar o resultado no jogo de volta e foram às penalidades. Paulinho acertou sua cobrança, mas os paulistas conquistaram a classificação.
Paulinho estreou com a equipe durante o Campeonato Brasileiro de 2023 na derrota do Galo contra sua ex-equipe: O Vasco da Gama. O jogador permaneceu no elenco e chegou a marcar seu primeiro gol na 5ª rodada, contra o Cuiabá. No jogo seguinte, marcou mais um gol diante o Internacional e terminou o primeiro turno do campeonato com 5 gols.
No segundo turno, o jogador teve uma melhora em seu rendimento, inclusive assumiu a artilharia da equipe no Campeonato nessa segunda metade de Brasileirão. O dia 27 de agosto foi histórico pois foi o dia de inauguração da Arena MRV, em Belo Horizonte, o Atlético fez o primeiro jogo em sua nova casa e contou com brilho de Paulinho para vencer o Santos, por 2–0, em duelo válido pela 21ª rodada do Campeonato Brasileiro. Ele foi o autor do primeiro gol da arena.
Na continuidade da competição, o jogador conseguiu realizar um desempenho muito satisfatório. O jogador alcançou a marca de 20 gols e tornou-se o artilheiro isolado daquela edição de Brasileirão. A equipe do Atlético Mineiro atingiu a 3ª colocação e garantiu vaga direta na Libertadores de 2024.
Na Copa Libertadores da América de 2023, Paulinho participou diretamente de 11 gols em 11 jogos da equipe mineira na competição, com sete gols e quatro assistências. Com destaque para seus dois gols e uma assistência em partida contra o Millionarios (na pré-libertadores) e seu segundo doblete, contra o Athletico Paranaense, na fase de grupos. Todavia, assim que o Galo Doido alcançou as oitavas de final, o Palmeiras foi o clube responsável por interromper o sonho do título atleticano.
Sua grande performance naquela edição de Libertadores fez com que o brasileiro fosse considerado pela entidade um dos 11 melhores jogadores do torneio.
Ao fim de sua primeira temporada em solo brasileiro, após retorno da Europa, Paulinho fizera um grande desempenho. Sua parceria com o atacante Hulk rendeu à equipe mineira mais de 60 gols naquele ano. Paulinho foi o artilheiro do time marcando 31 gols.

#### 2024
Paulinho começou a temporada de 2024 conquistando mais um título do Campeonato Mineiro. Em 11 jogos, o jogador fizera dois gols, todos nas semifinais diante o América Mineiro, e comemorou o título após derrotarem o Cruzeiro na decisão estadual.
Paulinho fez seu 39° gol pelo Galo, contra o Cuiabá, em jogo válido pela quarta rodada do Campeonato Brasileiro. O atacante após chegar a essa marca, se tornou o 10° jogador do Atlético Mineiro a fazer mais gols no século XXI, junto com Jô. Ao longo da época, não tivera a mesma eficácia da temporada anterior, mas conseguiu uma boa performance na 35ª rodada, onde marcou um doblete contra o São Paulo no Morumbis. O primeiro tento de Paulinho nessa partida aconteceu aos 36 segundos.
Ao longo da temporada, Paulinho tivera alguns bons momentos individuais. Ele foi essencial na campanha que levou o Atlético Mineiro à final da Libertadores de 2024, já que havia conseguido marcar sete gols no trajeto até o jogo decisivo, mas os mineiros amargaram o vice-campeonato diante o Botafogo.
O jogador também tivera uma boa campanha na Copa do Brasil. A equipe novamente chegou à decisão, com o jogador marcando dois gols no percurso, mas foram novamente derrotados para um time carioca. Dessa vez, o clube era o Flamengo, comandados por Filipe Luís.
O atleta reeditava sua dupla de ataque com Hulk, mas as performances de Paulinho ficaram prejudicadas por conta de uma lesão não tratada em sua canela no começo do ano. De acordo com o próprio, o problema ocorreu durante um treino no início da temporada, mas o atacante não sentiu o incômodo após algum tempo e seguiu seu trajeto no Galo. Porém, o jogador tivera de passar por muitos jogos durante o meio do ano e a fratura foi ficando cada vez maior, assim, passou a jogar mediantes a injeções no local para suportar as partidas, além de ter menos tempo de treino do que seus companheiros de clube.
Após o fim da Libertadores, Paulinho afirmou que passava por esse problema e que precisaria de uma cirurgia. Desse modo, concluiu sua temporada com 59 jogos e 19 gols marcados – sendo oito deles no Campeonato Brasileiro.

### Palmeiras
Em 31 de dezembro de 2024, o Palmeiras anunciou a contratação de Paulinho, que assinou um vínculo válido até o fim de 2029. Embora os valores não foram oficialmente confirmados, segundo o portal ge, o clube paulista pagou cerca de 118 milhões de reais para o clube mineiro, além da transferência dos atletas Patrick e Gabriel Menino. Se confirmadas as cifras, é a transferência mais cara feita entre clubes brasileiros. Foi apresentado em 30 de janeiro de 2025, recebendo a camisa de número sete. Entretanto, em março, o Palmeiras mudou o número de sua camisa para a dez.
Fez sua estreia pelo clube alviverde em abril, ao entrar no segundo tempo em uma vitória por 2–0 sobre o Corinthians, pelo Campeonato Brasileiro. Fez seu primeiro gol no mês seguinte, ao fazer o quinto gol de uma vitória por 6–0 contra o Sporting Cristal, pela fase de grupos da Libertadores. Em junho, jogando pelo Mundial de Clubes FIFA, Paulinho foi o artilheiro do time no torneio, com dois gols: o primeiro, em um empate por 2–2 contra o Inter Miami, pela fase de grupos. O segundo, ao fazer o gol da vitória por 1–0 sobre o Botafogo, nas oitavas-de-final. Após a participação do Palmeiras no campeonato, Paulinho publicou no seu perfil no Instagram de que passaria por uma cirurgia na perna direita, perdendo o resto da temporada.

## Seleção Brasileira

### Sub-15
Em 30 de outubro de 2015, foi convocado pelo técnico Guilherme Dalla Déa para a disputa do Sul-Americano Sub-15. Estreou no torneio com um gol na vitória por 3–2 sobre o Chile.
Fez dois gols na vitória por 6–1 sobre o Peru pela segunda rodada. O Brasil conquistou o título ao derrotar o Uruguai nos pênaltis por 5–4.

### Sub-17
Foi convocado para a disputa do Torneio de Montaigu, torneio realizado na França. Foi artilheiro do torneio com quatro gols.
Em 24 de junho de 2016, foi convocado para os amistosos contra o Chile. Nesse jogo, o atacante contribuiu com um gol que ajudou a construir a vitória por 4–2 sobre o Chile.
Em 26 de agosto de 2016, foi convocado para os amistosos contra o Uruguai. Em 26 de setembro de 2016, foi convocado para a BRICS Cup U-17. Foi campeão da BRICS Cup U-17, depois de vencer a África do Sul por 5–1.
Foi convocado para a disputa do Nike International Friendlies 2016, torneio realizado na Flórida. Na última partida o Brasil perdeu para os Estados Unidos por 3–0 e ficou em segundo lugar no torneio.

#### Sul-Americano 2017
Marcou um gol na vitória por 1–0 sobre a Venezuela pela segunda rodada do Sul-Americano Sub-17 de 2017. Marcou novamente na goleada por 5–0 sobre o Chile, ajudando o Brasil a ser campeão de forma invicta da competição.

#### Copa do Mundo 2017
Em 8 de setembro de 2017, foi convocado pelo técnico Carlos Amadeu para a disputa da Copa do Mundo FIFA Sub-17. Estreou no torneio, marcando um gol e dando uma assistência na vitória por 2–1 sobre a Espanha. Na segunda rodada, marcou novamente na vitória sobre a Coreia do Norte por 2–0, ajudando na classificação do Brasil para as oitavas de final do torneio. Nas quartas de final, marcou o gol da virada sobre a Alemanha por 2–1, garantindo a classificação do Brasil para a semifinal do torneio. Terminou o torneio com três gols e duas assistências.

### Sub-23
Em 27 de maio de 2019, foi convocado para a Seleção Pré Olímpica, para a disputa do Torneio de Toulon. Na partida contra o Catar, Paulinho foi titular e marcou dois gols, ajudando na goleada de 5–0 do Brasil. Contra a Irlanda, pelas semifinais do Torneio, Paulinho Marcou o 1º gol do Brasil no jogo, na vitória de 2–0.
Após completar todo o ciclo Olímpico (Torneio de Toulon e Pré-Olímpico), Paulinho foi convocado para as Olimpíadas de 2020, onde conquistou a medalha de ouro.

### Seleção Principal
No dia 6 de novembro de 2023, Paulinho foi convocado pelo técnico Fernando Diniz para os confrontos contra Colômbia e Argentina, válidos pelas Eliminatórias da Copa do Mundo de 2026. Sua estreia aconteceu no dia 11 de outubro. O atleta atuou por 21 minutos contra a Colômbia, na partida em que o Brasil saiu derrotado por 2–1. O atacante Luis Díaz marcou dois gols após a entrada de Paulinho, e isso serviu de estopim para que torcedores da Seleção cometessem intolerância religiosa com o jogador. Na partida seguinte, realizada no dia 21 de novembro, Paulinho não atuou na derrota para a Argentina.

## Vida pessoal
Paulinho é sobrinho da jornalista Flávia Oliveira.

### Religião
Paulinho é um praticante do candomblé e leva como lema o "Mito de Oxóssi". É contada a história de um caçador que, com uma flecha somente, conseguiu acertar o peito de um pássaro que tinha sido enviado por feiticeiras para trazer fome e a miséria ao reino. O jogador herdou essas crenças de sua família, que a pratica de geração em geração. Paulinho usa o arco e flecha como comemoração característica, tendo inclusive comemorado assim na campanha vencedora das Olimpíadas de 2020.
Por conta de suas crenças, o jogador foi alvo de vários casos de intolerância religiosa no ano de 2023. O principal aconteceu quando Paulinho estreou na Seleção Brasileira. A Seleção Canarinho perdeu uma partida de Eliminatórias contra a Colômbia e o jogador foi responsabilizado pela derrota, pois os gols dos colombianos aconteceram após a entrada do atacante. O atleta comentou sobre o caso, lamentando o ocorrido e relacionando o preconceito com a escravidão no Brasil:
| “          | As religiões de matriz africana são mais atacadas pelo simples fato de ter existido a escravidão. A gente sabe que na época, quando os negros cultuavam sua cultura, eles eram demonizados. Eram considerados pessoas ruins por tudo o que eles faziam e quando praticavam suas religiões. A gente vem tendo muitos casos de preconceito. E não só por intolerância religiosa, mas também por vários tipos de intolerância, como a relacionada à cor de pele (racismo). Sabemos o quão é difícil lutar por essas causas, por essas minorias. Nós ficamos tristes por esses acontecimentos, mas como eu sempre digo, sempre vou continuar na luta, sempre vou continuar fazendo o meu papel, usando a minha voz para poder combater esse tipo de preconceito. | ” |
| — Paulinho | |   |

## Estatísticas
Atualizadas até 4 de julho de 2025.

### Clubes
| Equipe            | Temporada         | Campeonato nacional | Campeonato nacional | Campeonato nacional | Copa nacional[a] | Copa nacional[a] | Copa nacional[a] | Competições continentais[b] | Competições continentais[b] | Competições continentais[b] | Outros torneios[c] | Outros torneios[c] | Outros torneios[c] | Total | Total | Total   |
| Equipe            | Temporada         | Jogos               | Gols                | Assist.             | Jogos            | Gols             | Assist.          | Jogos                       | Gols                        | Assist.                     | Jogos              | Gols               | Assist.            | Jogos | Gols  | Assist. |
| ----------------- | ----------------- | ------------------- | ------------------- | ------------------- | ---------------- | ---------------- | ---------------- | --------------------------- | --------------------------- | --------------------------- | ------------------ | ------------------ | ------------------ | ----- | ----- | ------- |
| Vasco da Gama     | 2017              | 18                  | 3                   | 2                   | —                | —                | —                | —                           | —                           | —                           | —                  | —                  | —                  | 18    | 3     | 2       |
| Vasco da Gama     | 2018              | —                   | —                   | —                   | —                | —                | —                | 6                           | 2                           | 2                           | 11                 | 2                  | 3                  | 17    | 4     | 5       |
| Vasco da Gama     | Total             | 18                  | 3                   | 2                   | —                | —                | —                | 6                           | 2                           | 2                           | 11                 | 2                  | 3                  | 35    | 7     | 7       |
| Bayer Leverkusen  | 2018–19           | 15                  | 0                   | 0                   | 2                | 0                | 0                | 4                           | 1                           | 0                           | —                  | —                  | —                  | 21    | 1     | 0       |
| Bayer Leverkusen  | 2019–20           | 13                  | 3                   | 2                   | 2                | 0                | 0                | 4                           | 0                           | 0                           | —                  | —                  | —                  | 19    | 3     | 2       |
| Bayer Leverkusen  | 2020–21           | 1                   | 0                   | 0                   | —                | —                | —                | —                           | —                           | —                           | —                  | —                  | —                  | 1     | 0     | 0       |
| Bayer Leverkusen  | 2021–22           | 24                  | 4                   | 1                   | 1                | 0                | 0                | 6                           | 0                           | 1                           | —                  | —                  | —                  | 31    | 4     | 2       |
| Bayer Leverkusen  | 2022–23           | 4                   | 1                   | 0                   | 1                | 0                | 0                | 2                           | 0                           | 0                           | —                  | —                  | —                  | 7     | 1     | 0       |
| Bayer Leverkusen  | Total             | 57                  | 8                   | 3                   | 6                | 0                | 0                | 16                          | 1                           | 1                           | —                  | —                  | —                  | 79    | 9     | 4       |
| Atlético Mineiro  | 2023              | 36                  | 20                  | 2                   | 3                | 2                | 0                | 11                          | 7                           | 4                           | 11                 | 2                  | 2                  | 61    | 31    | 2       |
| Atlético Mineiro  | 2024              | 26                  | 8                   | 1                   | 10               | 2                | 0                | 12                          | 7                           | 1                           | 11                 | 2                  | 2                  | 59    | 19    | 4       |
| Atlético Mineiro  | Total             | 62                  | 28                  | 3                   | 13               | 4                | 0                | 23                          | 14                          | 5                           | 22                 | 4                  | 4                  | 120   | 50    | 6       |
| Palmeiras         | 2025              | 7                   | 0                   | 0                   | 2                | 0                | 0                | 2                           | 1                           | 2                           | 5                  | 2                  | 0                  | 16    | 3     | 2       |
| Palmeiras         | Total             | 7                   | 0                   | 0                   | 2                | 0                | 0                | 2                           | 1                           | 2                           | 5                  | 2                  | 0                  | 16    | 3     | 2       |
| Total na carreira | Total na carreira | 144                 | 39                  | 8                   | 21               | 4                | 0                | 47                          | 18                          | 10                          | 38                 | 8                  | 7                  | 250   | 69    | 19      |

- a. ^ Jogos da Copa do Brasil e Copa da Alemanha
- b. ^ Jogos da Copa Libertadores, Liga dos Campeões da UEFA e UEFA Europa League
- c. ^ Jogos do Campeonato Carioca, Campeonato Mineiro, Campeonato Paulista e Mundial de Clubes.

Todos os gols de Paulinho pelo Vasco da Gama
|    | Data                    | Local                         | Placar | Resultado | Adversário                | Competição            |
| -- | ----------------------- | ----------------------------- | ------ | --------- | ------------------------- | --------------------- |
| 1. | 23 de julho de 2017     | Independência, Belo Horizonte | 1–0    | 2–1       | Atlético Mineiro          | Campeonato Brasileiro |
| 2. | 23 de julho de 2017     | Independência, Belo Horizonte | 2–1    | 2–1       | Atlético Mineiro          | Campeonato Brasileiro |
| 3. | 3 de dezembro de 2017   | São Januário, Rio de Janeiro  | 1–0    | 2–1       | Ponte Preta               | Campeonato Brasileiro |
| 4. | 7 de fevereiro de 2018  | São Januário, Rio de Janeiro  | 1–0    | 2–0       | Universidad de Concepción | Copa Libertadores     |
| 5. | 14 de fevereiro de 2018 | São Januário, Rio de Janeiro  | 2–0    | 4–0       | Jorge Wilstermann         | Copa Libertadores     |
| 6. | 18 de março de 2018     | Engenhão, Rio de Janeiro      | 3–2    | 3–2       | Botafogo                  | Campeonato Carioca    |
| 7. | 29 de março de 2018     | Maracanã, Rio de Janeiro      | 2–2    | 3–2       | Fluminense                | Campeonato Carioca    |

### Seleção Brasileira
Sub-15
| Ano   |       |      |         |       |
| Ano   | Jogos | Gols | Assist. | Média |
| ----- | ----- | ---- | ------- | ----- |
| 2015  | 6     | 3    | 0       | 0,5   |
| Total | 6     | 3    | 0       | 0,5   |

Sub-17
| Ano   |       |      |         |       |
| Ano   | Jogos | Gols | Assist. | Média |
| ----- | ----- | ---- | ------- | ----- |
| 2016  | 14    | 7    | 0       | 0,5   |
| 2017  | 15    | 5    | 3       | 0,33  |
| Total | 29    | 12   | 3       | 0,41  |

Sub-20
| Ano   |       |      |         |       |
| Ano   | Jogos | Gols | Assist. | Média |
| ----- | ----- | ---- | ------- | ----- |
| 2018  | 2     | 0    | 0       | 0     |
| Total | 2     | 0    | 0       | 0     |

Sub-23
| Ano   |       |      |         |       |
| Ano   | Jogos | Gols | Assist. | Média |
| ----- | ----- | ---- | ------- | ----- |
| 2019  | 10    | 3    | 1       | 0,8   |
| 2020  | 7     | 3    | 4       | 0,5   |
| Total | 17    | 6    | 5       | 0,8   |

Principal
| Ano   |       |      |         |       |
| Ano   | Jogos | Gols | Assist. | Média |
| ----- | ----- | ---- | ------- | ----- |
| 2023  | 1     | 0    | 0       | 0     |
| Total | 1     | 0    | 0       | 0     |

Seleção Brasileira (total)
| Ano   |       |      |         |       |
| Ano   | Jogos | Gols | Assist. | Média |
| ----- | ----- | ---- | ------- | ----- |
| 2015  | 6     | 3    | 0       | 0,5   |
| 2016  | 14    | 7    | 0       | 0,5   |
| 2017  | 15    | 5    | 3       | 0,33  |
| 2018  | 2     | 0    | 0       | 0     |
| 2019  | 10    | 3    | 1       | 0,6   |
| 2020  | 7     | 3    | 4       | 0,5   |
| 2023  | 1     | 0    | 0       | 0     |
| Total | 55    | 21   | 8       | 0,42  |

Expanda a caixa de informações para conferir todos os jogos deste jogador, pela sua seleção nacional.
Sub-15
|    | Data                   | Local                                | Resultado | Adversário | Gol(s) | Competição                |
| -- | ---------------------- | ------------------------------------ | --------- | ---------- | ------ | ------------------------- |
| 1. | 24 de novembro de 2015 | Municipal de Montería, Montería      | 3–2       | Chile      | 1      | Sul-Americano Sub-15 2015 |
| 2. | 26 de novembro de 2015 | Municipal de Montería, Montería      | 6–1       | Peru       | 2      | Sul-Americano Sub-15 2015 |
| 3. | 28 de novembro de 2015 | Municipal de Montería, Montería      | 3–0       | Bolívia    | 0      | Sul-Americano Sub-15 2015 |
| 4. | 30 de novembro de 2015 | Municipal de Montería, Montería      | 6–0       | Uruguai    | 0      | Sul-Americano Sub-15 2015 |
| 5. | 3 de dezembro de 2015  | Armando Maestre Pavajeau, Valledupar | 3–1       | Equador    | 0      | Sul-Americano Sub-15 2015 |
| 6. | 6 de dezembro de 2015  | Armando Maestre Pavajeau, Valledupar | 0–0       | Uruguai    | 0      | Sul-Americano Sub-15 2015 |

Sub-17
|     | Data                    | Local                            | Resultado | Adversário      | Gol(s) | Competição                |
| --- | ----------------------- | -------------------------------- | --------- | --------------- | ------ | ------------------------- |
| 1.  | 22 de março de 2016     | Montaigu                         | 1–1       | Estados Unidos  | 0      | Torneio de Montaigu       |
| 2.  | 24 de março de 2016     | Montaigu                         | 3–3       | Rússia          | 0      | Torneio de Montaigu       |
| 3.  | 26 de março de 2016     | Montaigu                         | 3–1       | Inglaterra      | 2      | Torneio de Montaigu       |
| 4.  | 28 de março de 2016     | Montaigu                         | 3–1       | Marrocos        | 2      | Torneio de Montaigu       |
| 5.  | 8 de julho de 2016      | Granja Comary, Teresópolis       | 4–2       | Chile           | 1      | Amistoso                  |
| 6.  | 6 de setembro de 2016   | Granja Comary, Teresópolis       | 2–0       | Uruguai         | 0      | Amistoso                  |
| 7.  | 8 de setembro de 2016   | Granja Comary, Teresópolis       | 5–2       | Uruguai         | 0      | Amistoso                  |
| 8.  | 5 de outubro de 2016    | GMC Stadium, Bambolim            | 2–0       | China           | 0      | BRICS Cup U-17            |
| 9.  | 9 de outubro de 2016    | GMC Stadium, Bambolim            | 2–0       | Rússia          | 0      | BRICS Cup U-17            |
| 10. | 11 de outubro de 2016   | GMC Stadium, Bambolim            | 3–0       | África do Sul   | 0      | BRICS Cup U-17            |
| 11. | 15 de outubro de 2016   | Estádio Fatorda, Margão          | 5–1       | África do Sul   | 1      | BRICS Cup U-17            |
| 12. | 30 de novembro de 2016  | Lakewood Ranch                   | 4–2       | Turquia         | 0      | Nike Friendlies           |
| 13. | 2 de dezembro de 2016   | Lakewood Ranch                   | 3–3       | Portugal        | 1      | Nike Friendlies           |
| 14. | 5 de dezembro de 2016   | Lakewood Ranch                   | 0–3       | Estados Unidos  | 0      | Nike Friendlies           |
| 15. | 24 de fevereiro de 2017 | Estádio La Granja, Curicó        | 3–0       | Peru            | 0      | Sul-Americano Sub-17 2017 |
| 16. | 26 de fevereiro de 2017 | Estádio La Granja, Curicó        | 1–0       | Venezuela       | 1      | Sul-Americano Sub-17 2017 |
| 17. | 2 de março de 2017      | Estádio Fiscal, Talca            | 1–1       | Paraguai        | 0      | Sul-Americano Sub-17 2017 |
| 18. | 7 de março de 2017      | Estádio El Teniente, Rancagua    | 2–2       | Paraguai        | 0      | Sul-Americano Sub-17 2017 |
| 19. | 10 de março de 2017     | Estádio El Teniente, Rancagua    | 4–0       | Venezuela       | 0      | Sul-Americano Sub-17 2017 |
| 20. | 13 de março de 2017     | Estádio El Teniente, Rancagua    | 3–0       | Equador         | 0      | Sul-Americano Sub-17 2017 |
| 21. | 16 de março de 2017     | Estádio El Teniente, Rancagua    | 3–0       | Colômbia        | 0      | Sul-Americano Sub-17 2017 |
| 22. | 19 de março de 2017     | Estádio El Teniente, Rancagua    | 5–0       | Chile           | 1      | Sul-Americano Sub-17 2017 |
| 23. | 7 de outubro de 2017    | Estádio Jawaharlal Nehru, Cochim | 2–1       | Espanha         | 1      | Copa do Mundo Sub-17 2017 |
| 24. | 10 de outubro de 2017   | Estádio Jawaharlal Nehru, Cochim | 2–0       | Coreia do Norte | 1      | Copa do Mundo Sub-17 2017 |
| 25. | 13 de outubro de 2017   | Estádio Fatorda, Margão          | 2–0       | Níger           | 0      | Copa do Mundo Sub-17 2017 |
| 26. | 18 de outubro de 2017   | Estádio Jawaharlal Nehru, Cochim | 3–0       | Honduras        | 0      | Copa do Mundo Sub-17 2017 |
| 27. | 22 de dezembro de 2017  | Estádio Salt Lake, Calcutá       | 2–1       | Alemanha        | 1      | Copa do Mundo Sub-17 2017 |
| 28. | 25 de outubro de 2017   | Estádio Salt Lake, Calcutá       | 1–3       | Inglaterra      | 0      | Copa do Mundo Sub-17 2017 |
| 29. | 28 de outubro de 2016   | Estádio Salt Lake, Calcutá       | 2–0       | Mali            | 0      | Copa do Mundo Sub-17 2017 |

Sub-20
|    | Data                   | Local                                 | Resultado | Adversário | Gol(s) | Competição |
| -- | ---------------------- | ------------------------------------- | --------- | ---------- | ------ | ---------- |
| 1. | 15 de novembro de 2018 | Estádio Independência, Belo Horizonte | 0–0       | Colômbia   | 0      | Amistoso   |
| 2. | 20 de novembro de 2018 | Estádio Olímpico, Goiânia             | 2–2       | Colômbia   | 0      | Amistoso   |

Sub-23
|     | Data                   | Local                                                     | Resultado   | Adversário     | Gol(s) | Competição                         |
| --- | ---------------------- | --------------------------------------------------------- | ----------- | -------------- | ------ | ---------------------------------- |
| 1.  | 4 de junho de 2019     | Stade de Lattre de Tassigny, Aubagne                      | 4–0         | Guatemala      | 0      | Torneio de Toulon                  |
| 2.  | 5 de junho de 2019     | Stade d'Honneur Marcel Roustan, Salon-de-Provence, França | 4–0         | França         | 0      | Torneio de Toulon                  |
| 3.  | 8 de junho de 2019     | Stade Jules-Ladoumègue, Vitrolles, França                 | 5–0         | Catar          | 2      | Torneio de Toulon                  |
| 4.  | 12 de junho de 2019    | Stade de Lattre de Tassigny, Aubagne, França              | 2–0         | Irlanda        | 1      | Torneio de Toulon                  |
| 5.  | 15 de junho de 2019    | Stade d'Honneur Marcel Roustan, Salon-de-Provence, França | 1 (5)–(4) 1 | Japão          | 0      | Torneio de Toulon                  |
| 6.  | 5 de setembro de 2019  | Pacaembu, São Paulo, Brasil                               | 2–0         | Colômbia       | 0      | Amistoso                           |
| 7.  | 9 de setembro de 2019  | Pacaembu, São Paulo, Brasil                               | 3–1         | Chile          | 0      | Amistoso                           |
| 8.  | 10 de outubro de 2019  | Estádio dos Aflitos, Recife, Brasil                       | 4–1         | Venezuela      | 0      | Amistoso                           |
| 9.  | 14 de outubro de 2019  | Arena de Pernambuco, São Lourenço da Mata, Brasil         | 2–3         | Japão          | 0      | Amistoso                           |
| 10. | 14 de novembro de 2019 | Estádio Gran Canaria, Las Palmas, Espanha                 | 1–0         | Estados Unidos | 0      | Torneio de Tenerife                |
| 11. | 19 de janeiro de 2020  | Estádio Centenário, Armênia, Colômbia                     | 1–0         | Peru           | 1      | Torneio Pré-Olímpico Sul-Americano |
| 12. | 22 de janeiro de 2020  | Estádio Hernán Ramírez Villegas, Pereira, Colômbia        | 3–1         | Uruguai        | 0      | Torneio Pré-Olímpico Sul-Americano |
| 13. | 28 de janeiro de 2020  | Estádio Centenário, Armênia, Colômbia                     | 5–3         | Bolívia        | 0      | Torneio Pré-Olímpico Sul-Americano |
| 14. | 31 de janeiro de 2020  | Estádio Centenário, Armênia, Colômbia                     | 2–1         | Chile          | 1      | Torneio Pré-Olímpico Sul-Americano |
| 15. | 3 de fevereiro de 2020 | Estádio Alfonso López, Bucaramanga, Colômbia              | 1–1         | Colômbia       | 0      | Torneio Pré-Olímpico Sul-Americano |
| 16. | 6 de fevereiro de 2020 | Estádio Alfonso López, Bucaramanga, Colômbia              | 1–1         | Uruguai        | 0      | Torneio Pré-Olímpico Sul-Americano |
| 17. | 9 de fevereiro de 2020 | Estádio Alfonso López, Bucaramanga, Colômbia              | 3–0         | Argentina      | 1      | Torneio Pré-Olímpico Sul-Americano |

Principal
|    | Data                   | Local                                         | Resultado | Adversário | Gol(s) | Competição                 |
| -- | ---------------------- | --------------------------------------------- | --------- | ---------- | ------ | -------------------------- |
| 1. | 16 de novembro de 2023 | Estádio Metropolitano, Barranquilla, Colômbia | 1–2       | Colômbia   | 0      | Elimin. Copa do Mundo 2026 |

## Títulos
Atlético Mineiro
- Campeonato Mineiro: 2023 e 2024

Seleção Brasileira
- Jogos Olímpicos: 2020

### Prêmios individuais
- Revelação do Campeonato Carioca de 2018[137]
- Seleção do Campeonato Carioca de 2018[138]
- Melhor jogador do Campeonato Carioca de 2018[137]
- Seleção da Copa Libertadores da América: 2023[139]
- Melhor jogador do mês do Campeonato Brasileiro: novembro de 2023[140]
- Bola de Prata – Artilheiro: 2023[141]

### Artilharias
- Campeonato Brasileiro de 2023 (20 gols)[70]
- Artilheiro do Atlético Mineiro em 2023 (31 gols)[142]

### Recordes e Marcas
- Terceiro jogador mais jovem a atuar na era profissional pelo Vasco da Gama (16 anos, 11 meses e 29 dias)[143]
- Jogador mais jovem a marcar um gol no Campeonato Brasileiro (17 anos e 9 dias)[4]
- Jogador mais jovem do Vasco da Gama a marcar um gol na Copa Libertadores (17 anos, 6 meses e 23 dias)[9]
- Primeiro jogador nascido nos anos 2000 a marcar pela Copa Libertadores da América[144]
- Primeiro jogador nascido nos anos 2000 a marcar pelo Campeonato Brasileiro[144]
- Gol mais Rápido do Campeonato Brasileiro de 2024 (vs São Paulo, 36 segundos)[83]

### Honrarias
- 2021 – Medalha Pedro Ernesto - maior honraria oferecida pela Câmara Municipal do Rio Janeiro[145]
- 2021 – Medalha Tiradentes - maior honraria oferecida pela Assembleia Legislativa do Estado do Rio de Janeiro[146]